# Louis Le Prince
Louis Aimé Augustin Le Prince (Metz; 28 de agosto de 1842 – desaparecido en Dijon el 16 de septiembre de 1890) fue un artista e inventor francés, considerado por muchos historiadores como el verdadero inventor del cine, realizando sus primeras imágenes en movimiento en mayo del año 1888, en la obra titulada La escena del jardín de Roundhay (en inglés: Roundhay Garden Scene), de apenas dos segundos de duración, con la ayuda de una lente única y una película de papel.
También trabajó en Reino Unido y Estados Unidos, y los experimentos cinematográficos de Le Prince culminaron en 1888 en la ciudad de Leeds, Inglaterra. En octubre de ese año, filmó secuencias de imágenes en movimiento de La escena del jardín de Roundhay, Tráfico del puente de Leeds y su hermano tocando el acordeón, usando su cámara de lente única y la película negativa de papel de Eastman. Este trabajo puede haber sido ligeramente anterior a los inventos de los pioneros contemporáneos de las películas como William Friese-Greene y Wordsworth Donisthorpe, y años antes que los de Auguste y Louis Lumière, y William Kennedy Dickson (quien hizo el trabajo de imagen en movimiento para Thomas Edison).
Con La escena del jardín de Roundhay, y poco después con El Puente de Leeds (en inglés: Traffic Crossing Leeds Bridge) Le Prince se adelantó varios años a otros nombres ilustres como Thomas Edison, que realizó su primera película en 1891 o los hermanos Lumière, que hicieron lo propio en 1892. Por desgracia Le Prince nunca fue capaz de realizar una representación pública en Estados Unidos, porque desapareció misteriosamente en un tren que unía Dijon y París el 16 de septiembre de 1890, sin que su cuerpo o su equipaje fueran encontrados. Después de más de un siglo, se encontró en un archivo policial una fotografía de un hombre ahogado que pudo ser Le Prince. La razón de su desaparición varía. Las teorías incluyen un asesinato creado por Edison, suicidio, homosexualidad secreta, desaparición intencional para comenzar una nueva vida y un asesinato de su hermano por voluntad de su madre.
A principios de 1890, los trabajadores de Edison habían comenzado a experimentar con el uso de una tira de película de celuloide para capturar imágenes en movimiento. Los primeros resultados públicos de estos experimentos se mostraron en mayo de 1891. Pero la viuda y el hijo de Le Prince, Adolphe, estaban ansiosos por promover la causa de Louis como el inventor de la cinematografía. En 1898, Adolphe apareció como testigo de la defensa en un caso judicial presentado por Edison contra la American Mutoscope Company. Esta demanda afirmó que Edison fue el primer y único inventor de la cinematografía, y por lo tanto tenía derecho a regalías por el uso del proceso. A Adolphe Le Prince no se le permitió presentar las dos cámaras de su padre como evidencia (y así establecer el reclamo anterior de Le Prince como inventor) y, finalmente, el tribunal falló a favor de Edison. Sin embargo, un año después, ese fallo fue revocado.

## Patentes y cámaras
El 10 de enero de 1888, Le Prince obtuvo una patente estadounidense para un dispositivo de 16 lentes que podría servir como cámara de cine (que él llamó "el receptor") y un proyector (que llamó "el repartidor"). Ese mismo día sacó una patente provisional casi idéntica para los mismos dispositivos en Gran Bretaña, proponiendo "un sistema de preferiblemente 3, 4, 8, 9, 16 o más lentes". Poco antes de que se concediera, presentó un anexo que describía en una oración un sistema de lente única, pero esto no fue explicado ni ilustrado completamente, a diferencia de las varias páginas de descripción del sistema de lentes múltiples.
Este apéndice se presentó el 10 de octubre de 1888 y, el 14 de octubre, Le Prince usó su cámara de lente única para filmar Roundhay Garden Scene. Durante el período 1889-1890 trabajó con el mecánico James Longley en varios "repartidores" (proyectores) con una, tres y dieciséis lentes. Parece que la versión de tres lentes fue la más exitosa. Las personas cercanas a él han testificado que exhibió sus primeras películas en su taller y posiblemente en otro lugar en privado, pero nunca se presentaron a nadie fuera de su círculo inmediato de familiares y asociados.
En 1889 tomó la doble ciudadanía franco-estadounidense para establecerse con su familia en la ciudad de Nueva York y seguir su investigación. Sin embargo, nunca pudo realizar su exposición pública planificada en la mansión Morris-Jumel en Manhattan, en septiembre de 1890, debido a su misteriosa desaparición. En consecuencia, la contribución de Le Prince al nacimiento del cine a menudo se ha pasado por alto.

## Biografía
En conclusión, diría que el Sr. Le Prince fue, en muchos sentidos, un hombre muy extraordinario, aparte de su genio inventivo, que sin duda fue grandioso. De pie medía 6 pies y 3 o 4 pulgadas [1,90 m] con medias, bien construido en proporción, era muy amable y considerado y, aunque inventor, de una disposición extremadamente plácida que nada parecía alterar.
— Declaración de Frederic Mason (carpintero y asistente de Le Prince, 21 de abril de 1931, consulado estadounidense de Bradford, Inglaterra)

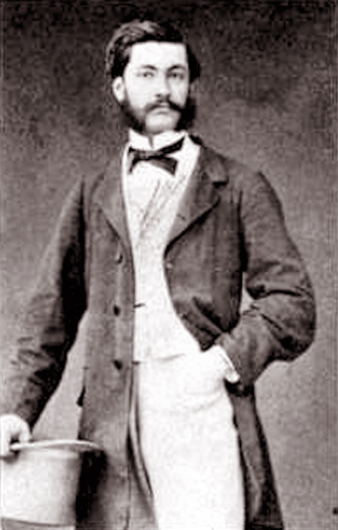
Le Prince en 1884.

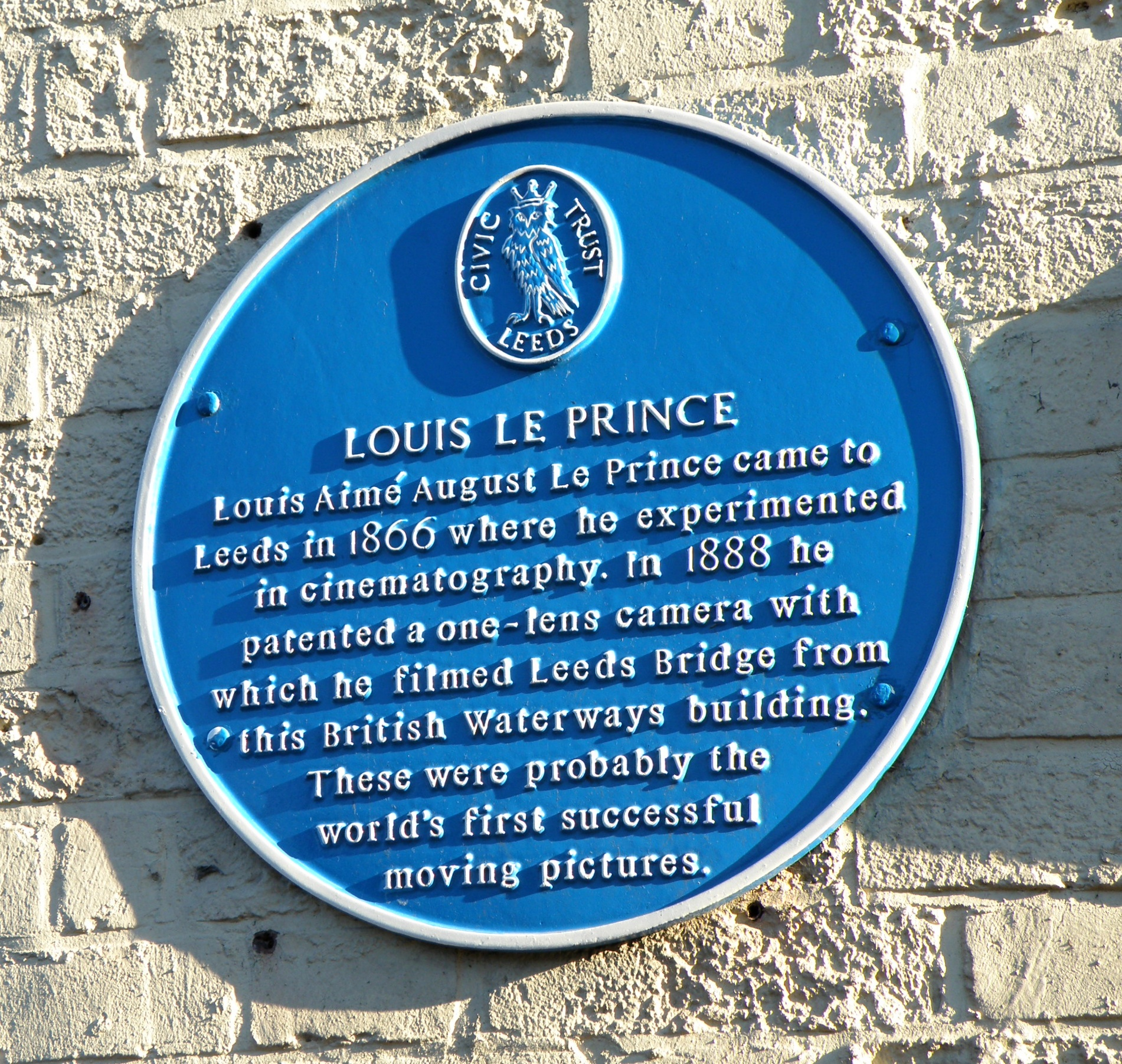
Placa conmemorativa de Louis Le Prince en la ciudad de Leeds, Reino Unido.

Nació el 28 de agosto de 1842 en Metz, Francia, hijo de Louis Abraham Ambroise Le Prince (1799-1855), un mayor de artillería del ejército francés y oficial de la Legión de Honor, y Elizabeth Marie Antoinette Boulabert (f. 1877). Sus abuelos paternos eran Pierre Louis Le Prince (n. 1774), que nació en Voulangis, y Marie Sophie-Cruel (f. 1808), y su bisabuelo era Pierre Le Prince (1739-1798). Louis tuvo un hermano llamado Albert.
Le Prince supuestamente pasó tiempo de niño en el estudio de un amigo de su padre, el pionero de la fotografía Louis Daguerre, de quien el joven Le Prince recibió lecciones relacionadas con la fotografía y la química. Su formación pasó a incluir estudios de pintura en París, y un posgrado en química en la Universidad de Leipzig le proporcionó el conocimiento académico que iba a utilizar en el futuro.
En el año 1866 se mudó a Leeds (West Yorkshire, Reino Unido), después de haber sido invitado por John Whitley, amigo suyo de la facultad, y uno de los fundadores de la compañía Whitley Partners of Hunslet, que se dedicaba a la fabricación de válvulas y diversos componentes en latón. En 1869 Le Prince se casó con Elizabeth Whitley (1844-1925), hermana de John, y una artista de talento. La pareja fundó en 1871 una escuela de artes aplicadas, que recibió el nombre de Leeds Technical School of Art', y se hicieron famosos por su trabajo fijando fotografías a color sobre metal y cerámica, lo que los llevó a recibir encargos para retratos de la Reina Victoria y el veterano primer ministro William Gladstone, las cuales serían incluidas en una cápsula del tiempo fabricada por Whitley Partners y que fue colocada en los cimientos de una de las Agujas de Cleopatra que se instaló en el margen del río Támesis.
En 1881 Le Prince fue a los Estados Unidos como agente de la compañía Whitley Partners, permaneciendo en el país con su familia después de que su contrato terminara. Fue entonces cuando se convirtió en gerente de un pequeño grupo de artistas franceses que producían grandes panorámicas, generalmente de batallas famosas, que fueron exhibidas en las ciudades de Nueva York, Chicago y Washington D. C.. Durante este periodo continuó sus experimentos relativos a las fotografías "en movimiento", y de encontrar el mejor material para las mismas. Durante su estancia en los Estados Unidos, Le Prince construyó una cámara que utilizaba dieciséis lentes, siendo ésta su primera invención que fue patentada. A pesar de que la cámara era capaz de capturar movimientos, no tuvo éxito, ya que cada lente captaba el movimiento de un punto de vista diferente, y la imagen proyectada no salía exactamente como se esperaba.
Después de su vuelta a Leeds en mayo de 1887, Le Prince construyó y patentó una cámara de lente única, que fue usada por primera vez el 14 de octubre de 1888 para filmar lo que acabaría conociéndose como La escena del jardín de Roundhay (en inglés: Roundhay Garden Scene), la que probablemente sea la primera secuencia de imágenes en movimiento filmada de la historia. Después, Le Prince usaría la patente para filmar los tranvías eléctricos, los carruajes, carros y peatones transitando en El puente de Leeds (en inglés: Traffic Crossing Leeds Bridge). En el lado sureste del puente, el lugar desde donde filmó el tráfico actualmente está señalado con una placa azul. Estos trabajos fueron luego proyectados sobre una tela en Leeds, convirtiéndose en las primeras exhibiciones de imágenes en movimiento conocidas.

### Su misteriosa desaparición
El martes 16 de septiembre de 1890 Le Prince se subió en un tren, prometiendo a sus amigos que regresaría el lunes siguiente para viajar a Inglaterra, y a continuación a Estados Unidos, con la intención de presentar su nueva cámara y las escenas obtenidas. Sin embargo Le Prince no volvió en la fecha prevista, y nunca más fue visto por sus amigos o familiares. Supuestamente fue visto el 16 de septiembre abordando un tren en la ciudad francesa de Dijón, de vuelta a París. La policía francesa, Scotland Yard y la familia de Le Prince realizaron exhaustivas búsquedas, pero nunca llegaron a encontrar su cuerpo o su equipaje, quedando el misterioso caso sin solución. Se propusieron varias teorías, en su mayoría sin fundamento. Según Iréné Dembowski, hay cinco teorías sobre lo sucedido:

### 1ª teoría: persona desaparecida (1890)
Ni el equipaje ni el posible cadáver de Le Prince se encontraron en el expreso Dijón-París o a lo largo del recorrido. Nadie más que su hermano lo vieron el 16 de septiembre de 1890 en la estación de Dijón, y tampoco en el viaje del tren después de que él embarcara. Durante ese trayecto ningún pasajero notó un comportamiento extraño o fue testigo de alguna agresión en los vagones. La conclusión que aparece en el informe de la policía francesa es desaparecido.

### 2ª teoría: el suicidio perfecto (1890)
De acuerdo con el informe de la policía francesa, Louis Le Prince pretendía suicidarse, ya que al parecer se encontraba próximo a la bancarrota.
En 2003, durante una investigación en los archivos de la Policía de París, se descubrió la fotografía de un cuerpo extraído del Sena en 1890, muy parecido a Le Prince.  Esto llevó a la teoría de que no había logrado el interés que buscaba para su invento, tenía grandes deudas y, por tanto, desesperado, se arrojó al río. Se ha afirmado que el cadáver era demasiado bajo para ser Le Prince, que era un hombre muy alto.

### 3ª teoría: asesinato motivado por la guerra de patentes (1900)
En este caso, el primer acusado puesto en la mira de la policía francesa sería Thomas Edison. Edison habría encargado el asesinato para poder optar así a adjuntarse una patente más. Esta teoría está basada en la frialdad con la que Edison eliminaba a sus competidores en la carrera de la cinematografía, cuando instauró el Trust norteamericano.

### 4ª teoría: desaparición ordenada por la familia (1966)
En 1966, Jacques Deslandes propuso esta teoría en Histoire comparée du cinema, que apunta a que su desaparición pudo ser voluntaria, por motivos económicos y "convenencia familiar", organizada por su familia, ya que se sospecha que Le Prince era homosexual y eso podía constituir una lacra para ellos. El periodista Léo Sauvage cita una nota que le mostró Pierre Gras, director de la biblioteca municipal de Dijon, en 1977, que afirmaba que Le Prince murió en Chicago en 1898, tras haberse mudado allí a petición de su familia porque era homosexual; pero rechaza esa afirmación. Es muy probable que esto no fuera del todo cierto, ya que no hay ninguna evidencia que sugiera que Le Prince fuera gay.

### 5ª teoría: fratricidio o asesinato por dinero (1967)
En 1967 Jean Mitry propuso, en Histoire du cinéma, esta teoría que sostiene que fue su hermano Albert el que acabó con la vida de Le Prince con el objetivo de ser el único beneficiario de la herencia de su madre. Su hermano fue confirmado como el último con verle con vida en la estación en Dijon. El autor cree que sabía de las tendencias suicidas de Le Prince, pero no intentó disuadirlo de subir al tren y no informó de su estado mental a la policía.

## Reconocimiento posterior
Aunque el logro de Le Prince es notable, con solo William Friese-Greene y Wordsworth Donisthorpe logrando algo comparable en el período 1888-1890, su trabajo fue olvidado por mucho tiempo, ya que desapareció en la víspera de la primera demostración pública del resultado de años de trabajo duro y nunca pudo mostrar su invención a ninguna sociedad fotográfica, institución científica o al público en general.
Por la explotación comercial de abril de 1894 de su sala de kinetoscopio personal, Thomas Edison es acreditado en los Estados Unidos como el inventor del cine, mientras que en Francia, los hermanos Lumière son aclamados como inventores del cinematógrafo por la primera exposición comercial de cine, en París en 1895. Al igual que Le Prince, otra figura de proto-cine no contada es el inventor francés Léon Bouly, quien creó el primer dispositivo "cinematógrafo" y lo patentó en 1892 (con la patente N° 219.350). Nunca fue acreditado, ya que dos años después su patente, que había dejado sin pagar, fue comprada por los hermanos Lumière (patente N° 245.032).
Sin embargo, en Leeds, Le Prince se celebra como un héroe local. El 12 de diciembre de 1930, el Lord Mayor de Leeds presentó una placa conmemorativa de bronce en el 160 de Woodhouse Lane, ubicación del antiguo taller de Le Prince. En 2003, el Centro de Cine, Fotografía y Televisión de la Universidad de Leeds fue nombrado en su honor. El taller de Le Prince en Woodhouse Lane fue hasta hace poco el sitio de la BBC en Leeds, y ahora forma parte del complejo del Leeds Beckett University Broadcasting Place, donde una placa azul conmemora su trabajo. Sus imágenes en movimiento se muestran en el cine del Museo Industrial Armley Mills, en Leeds.
En Francia, se creó una sociedad de apreciación, L'Association des Amis de Le Prince (Asociación de Amigos de Le Prince), que todavía existe en Lyon.
En 1990, Christopher Rawlence publicó el libro The Missing Reel, The Untold Story of the Lost Inventor of Moving Pictures, y produjo el programa de televisión The Missing Reel (1989) para Channel 4, un show dramatizado sobre la vida de Le Prince.
En 1992, el cineasta japonés Mamoru Oshii (conocido como el director de Ghost in the Shell) dirigió Talking Head, un largometraje de vanguardia que rinde homenaje a las trágicas figuras finales de la historia de la cinematografía, como George Eastman, George Méliès y Louis Le Prince, a quien se le atribuye ser el "verdadero inventor de la eiga", que en japonés significa "película cinematográfica".
En 2013, se produjo un largometraje documental, The First Film, con nuevo material de investigación y documentación sobre la vida de Le Prince y sus patentes. Producida y dirigida por David Nicholas Wilkinson, nacido en Leeds, fue filmada en Inglaterra, Francia y Estados Unidos por Guerilla Films. La película presenta a varios historiadores del cine para contar la historia, incluidos Michael Harvey, Stephen Herbert, Mark Rance, Daniel Martin, Jacques Pfend, Adrian Wootton, Tony North, Mick McCann, Tony Earnshaw, Carol S. Ward, Liz Rymer y el director de fotografía nominado dos veces al Óscar Tony Pierce-Roberts. La bisnieta de Le Prince, Laurie Snyder, también aparece en la cinta. Ésta tuvo su estreno mundial en junio de 2015 en el Festival Internacional de Cine de Edimburgo y se estrenó en los cines del Reino Unido el 3 de julio de 2015. La película también se proyectó en festivales en los Estados Unidos, Canadá, Rusia, Irlanda y Bélgica. El 8 de septiembre de 2016 se presentó en la mansión Morris-Jumel de Nueva York, donde 126 años antes Le Prince hubiera proyectado sus películas de no haber desaparecido.
En 2024, se estrenó “Louis Le prince, el inventor de las imágenes en movimiento“, un documental en español, producido, escrito y dirigido por Pablo Serrano.

## Tipos de cámara-proyector de cine de Le Prince
| Modelo                          | Especificaciones | Diseño           | Fábrica | Patente |
| ------------------------------- | --- | ---------------- | --- | --- |
| Cámara y proyector de 16 lentes | Patente: "Método y aparato para producir imágenes animadas de paisajes naturales y vida" (Estados Unidos y en todas las patentes extranjeras posteriores). Designación: Cámara de 16 lentes de Le Prince, designada por él como "receptor". Fotogramas: 16 fotogramas por segundo (de acuerdo con la patente). Medium: Placas de vidrio y una película de papel Eastman.                                       | Nueva York, 1886 | Hecho en París, 1887                                                                                                 | Patente de los Estados Unidos N° 376.247/217.809 Emitida en Washington D. C. el 2 de noviembre de 1886 Reconocida el 10 de enero de 1888                                                                        |
| Cámara de lente única Mk1       | Designación: Lentes únicas de Le Prince ("Receptor") (cámara Mk1). Fotogramas: Ninguna. Otra información: La existencia de esta cámara es especulativa. No existe una descripción, pero parece probable que una versión experimental precediera a la que Le Prince uso con éxito para filmar en octubre de 1888.                                                                                               | Ninguna          | 1887-1888 | |
| Cámara de lente única Mk2       | Patente: Mencionada en "Mejoras en el método y el aparato para producir imágenes fotográficas animadas". Designación: Lentes únicas de Le Prince ("receptor") (cámara Mk2) Fotograma: 7-8 fotogramas por segundo. Lentes: Visor (superior) y fotografía (inferior) Película: película de papel sensibilizado y película de pelado de gelatina (2 1/2 pulgadas/14,7 mm) Enfoque: palanca (hacia atrás/adelante) | Leeds, 1888      | *Frederic Mason (cuerpo/ partes de madera) *James William Longley (diseño y partes del trabajo) Hecho en Leeds, 1888 | Patente de Reino Unido N° 423 Emitida en Londres el 10 de enero de 1888 Reconocida el 16 de noviembre de 1888 Patente de Francia N° 188.089 Emitida en París el 11 de enero de 1888 Reconocida en junio de 1890 |
| Proyector de lente única        | "Repartidor" de lente única (proyector). Cada marco fue impreso en vidrio y montado en un marco de caoba. Estos eran movidos ante la lente en una espiral continua. El calor de la lámpara y el movimiento de los marcos a menudo causaban que el vidrio se rompiera. Velocidad de fotogramas superior: 7 fps.                                                                                                 | Leeds, 1889      | Hecho en Leeds, 1889                                                                                                 | Nunca patentado. |
| Proyector de 3 lentes           | El "realizador" (proyector) de 3 lentes utilizaba marcos individuales, probablemente impresos en celuloide, montados individualmente en tres tiras flexibles con ojales de latón para moverlos. La proyección supuestamente alternaba entre las tres tiras o lentes y cada tira se movía cuando se cortaba la luz.                                                                                             | Leeds, 1889/1890 | Hecho en Leeds, 1889 (v1) y 1890 (v2)                                                                                | Mencionado pero no ilustrado en la patente de los Estados Unidos. |

## Legado

### Material restante y producción
Le Prince desarrolló una cámara de lente única en su taller del 160 de Woodhouse Lane, en Leeds. Se utilizó una versión mejorada para filmar sus películas cinematográficas. La producción restante que sobrevive consiste en una escena en el jardín de Oakwood Grange (la casa familiar de su esposa, en Roundhay), otra en el puente de Leeds y su hermano tocando el acordeón.
Medio siglo más tarde, la hija de Le Prince, Marie, dio el aparato restante al Museo de Ciencias de Londres (que está ahora en el National Science and Media Museum, NMPFT, en Bradford, que se abrió en 1983 y en 2006 pasó a denominarse el National Media Museum). En mayo de 1931, los trabajadores del Museo de Ciencias produjeron placas fotográficas a partir de copias impresas en papel proporcionadas por Marie Le Prince. En 1999, las copias fueron restauradas, remasterizadas y re-animadas para producir una versión digital que fue cargada en el sitio web del National Science and Media Museum como recursos públicos («[ Roundhay]» (enlace roto disponible en Internet Archive; véase el historial, la primera versión y la última). y Leeds (enlace roto disponible en Internet Archive; véase el historial, la primera versión y la última). La familia Le Prince dijo que La escena del jardín de Roundhay fue filmada a 12 cuadros por segundo y El Puente de Leeds a 20 cuadros por segundo, aunque las versiones del museo o el análisis de movimiento no lo confirman.
Desde el lanzamiento de las versiones del museo se utilizaron varios nombres para designar las películas, como Leeds Bridge o Roundhay Garden Scene. En realidad, todas las versiones en línea actuales (por ejemplo, GIF, FLV, SWF, OGG, WMV, etc.) se derivan de los archivos del museo. Sin embargo, se cree que El Puente de Leeds es el título original, ya que Frederick Mason, uno de los mecánicos de Le Prince, se refirió a la secuencia del tráfico como tal.

### Man Walking Around a Corner(cámara de 16 lentes)

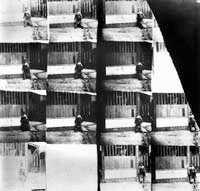
Secuencia de 12 cuadros completos + 4 cuadros parciales, del National Science Museum, Londres, alrededor de 1931 (cortesía de NMPFT, Bradford) NMPFT. Filmado en París antes del 18 de agosto de 1887.

Las únicas imágenes existentes de la cámara de 16 lentes de Le Prince son una secuencia de 16 cuadros de un hombre caminando por una esquina. Esto parece haber sido filmado en una sola placa de vidrio (que desde entonces se ha roto), en lugar de las tiras gemelas de la película de papel Eastman prevista en su patente. Jacques Pfend, un historiador del cine francés y especialista en Le Prince, confirma que estas imágenes fueron tomadas en París, en la esquina de la Calle Bochart-de-Saron (donde vivía Le Prince) y la Avenida Trudaine. Le Prince envió 8 imágenes de su funcionamiento mecánico (que pueden ser de esta secuencia) a su esposa en la ciudad de Nueva York en una carta fechada el 18 de agosto de 1887, lo que sugiere que representó una prueba significativa de su cámara. La exposición es muy irregular de lente a lente, con un par de imágenes casi completamente blanqueadas, por lo que claramente quedaba mucho trabajo por hacer.

### Roundhay Garden Scene(cámara de lente única MkII)

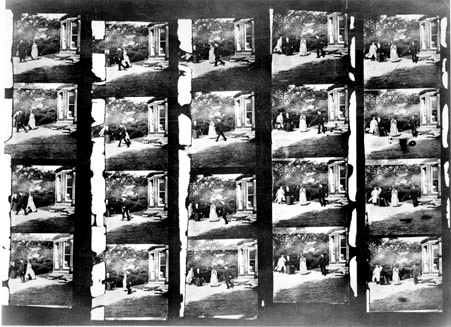
Roundhay, 20 cuadros originales de 1888 del Museo Nacional de Ciencias, Londres, 1931 (cortesía de NMPFT, Bradford).

La copia del Museo Nacional de Ciencias de 1931 es lo que queda de una secuencia filmada en Roundhay Garden presentada en 20 cuadros. Los cuadros parecen haber sido impresos al revés del negativo, pero esto se corrige en el video. El borde dañado de la película produce distorsión y deformación en el lado derecho de la película digital estabilizada. La escena fue filmada en el jardín del suegro de Le Prince en Oakwood Grange, Roundhay, el 14 de octubre de 1888. La animación del museo dura dos segundos a 24 fps (fotogramas por segundo), lo que significa que el metraje original se reproduce a 10 fps. En esa versión la acción se aceleró, y el metraje original probablemente se filmó a 7 fps.

### El tráfico del puente de Leeds(cámara de lente única MkII)
Louis Le Prince filmó el tráfico que cruza el puente de Leeds desde Hicks the Ironmongers en estas coordenadas: 53°47′37.70″N 1°32′29.18″O / 53.7938056, -1.5414389.

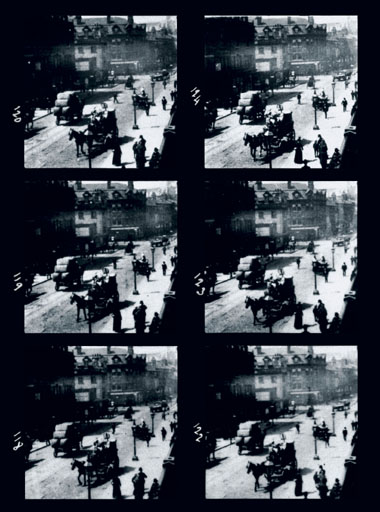
Secuencia de 6 cuadros (118-120 y 122–124) del Puente de Leeds (Museo Nacional de Ciencias, Londres, 1923).
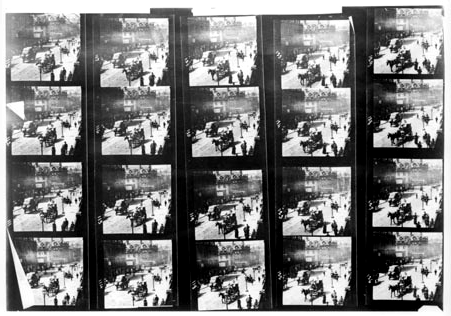
Secuencia de 20 cuadros del Puente de Leeds (Museo Nacional de Ciencias) (cortesía de NMPFT, Bradford).

La primera copia pertenece al inventario del museo de 1923 (cuadros 118–120 y 122–124), aunque esta secuencia más larga proviene del inventario de 1931 (cuadros 110–129). Según Adolphe Le Prince, quien ayudó a su padre cuando se filmó esta película a fines de octubre de 1888, fue tomada a 20 fps. Sin embargo, la secuencia estabilizada digitalmente producida por el museo dura dos segundos, lo que significa que el metraje se reproduce aquí a 10 fps. Al igual que con la secuencia Roundhay Garden, su apariencia se aceleró, lo que sugiere que el metraje original probablemente se filmó a 7 fps. Esto encajaría con lo que se sabe de los experimentos de proyección, donde James Longley informó de una velocidad máxima de 7 fps.

### El acordeón(cámara de lente única MkII)

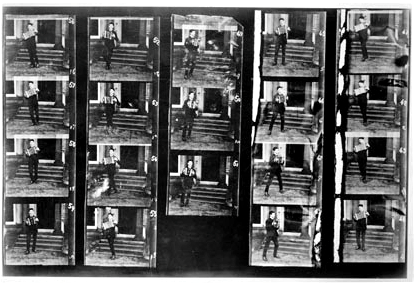
Copia de 19 fotogramas originales (numerados 41–59) por el Museo Nacional de Ciencias, Londres, 1931 (cortesía de NMPFT, Bradford).

La última película restante de la cámara de lente única de Le Prince es una secuencia de Adolphe Le Prince, hijo y ayudante de Louis, tocando un acordeón de botón diatónico. Fue grabada en los escalones de la casa de Joseph Whitley, el suegro de Louis y abuelo del joven. La fecha de filmación puede ser la misma que la de Roundhay Garden, ya que la cámara está en una posición similar y Adolphe está vestido de la misma manera. La NMPFT no ha remasterizado esta película. Una animación amateur de los primeros 17 fotogramas se puede ver aquí en YouTube..

## Videos

Hombre caminando por una esquina.
- La escena del jardín de Roundhay.
- El puente de Leeds.
- El acordeón.